# Audi RS6

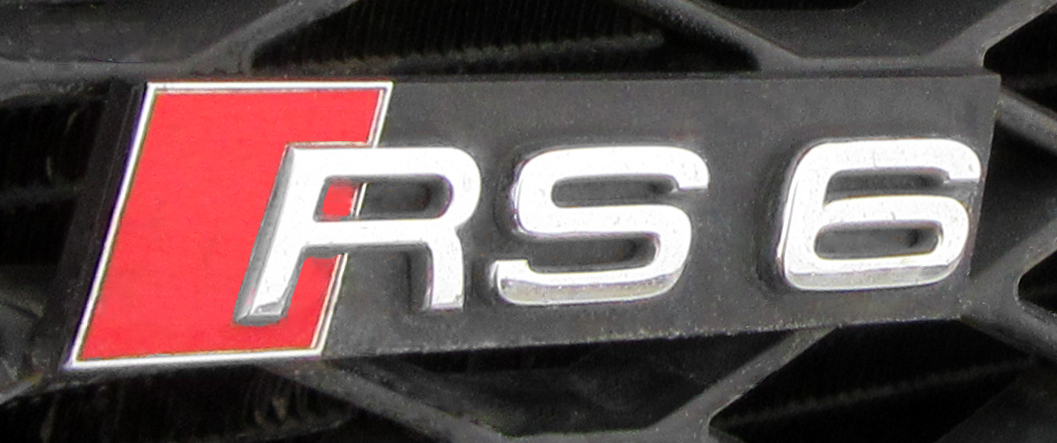
Шильдик «RS 6» на решётке радиатора

Audi RS 6 — спортивный автомобиль выпускаемый подразделением Audi Sport GmbH (ранее quattro GmbH) на платформе Audi A6. Автомобиль выпускается в кузове универсал (Avant). До третьего поколения выпускался в двух типах кузова, седан и универсал (Avant). Существует менее мощная спортивная версия Audi S6.

## Первое поколение
Audi RS 6 (C5) выпускался с 2002 по 2004 год. Двигатель V8 4,2 л, 450 л. с. Максимальная скорость 250 км/ч. Разгон 0-100 км/ч равен 4,9 секунды. Вес 1840 кг (седан), 1865 кг (Avant).

RS 6 Avant (plus) 480 л. с. Максимальная скорость 280 км/ч. Разгон 0-100 км/ч равен 4,4 секунды. Вес 1880 кг.

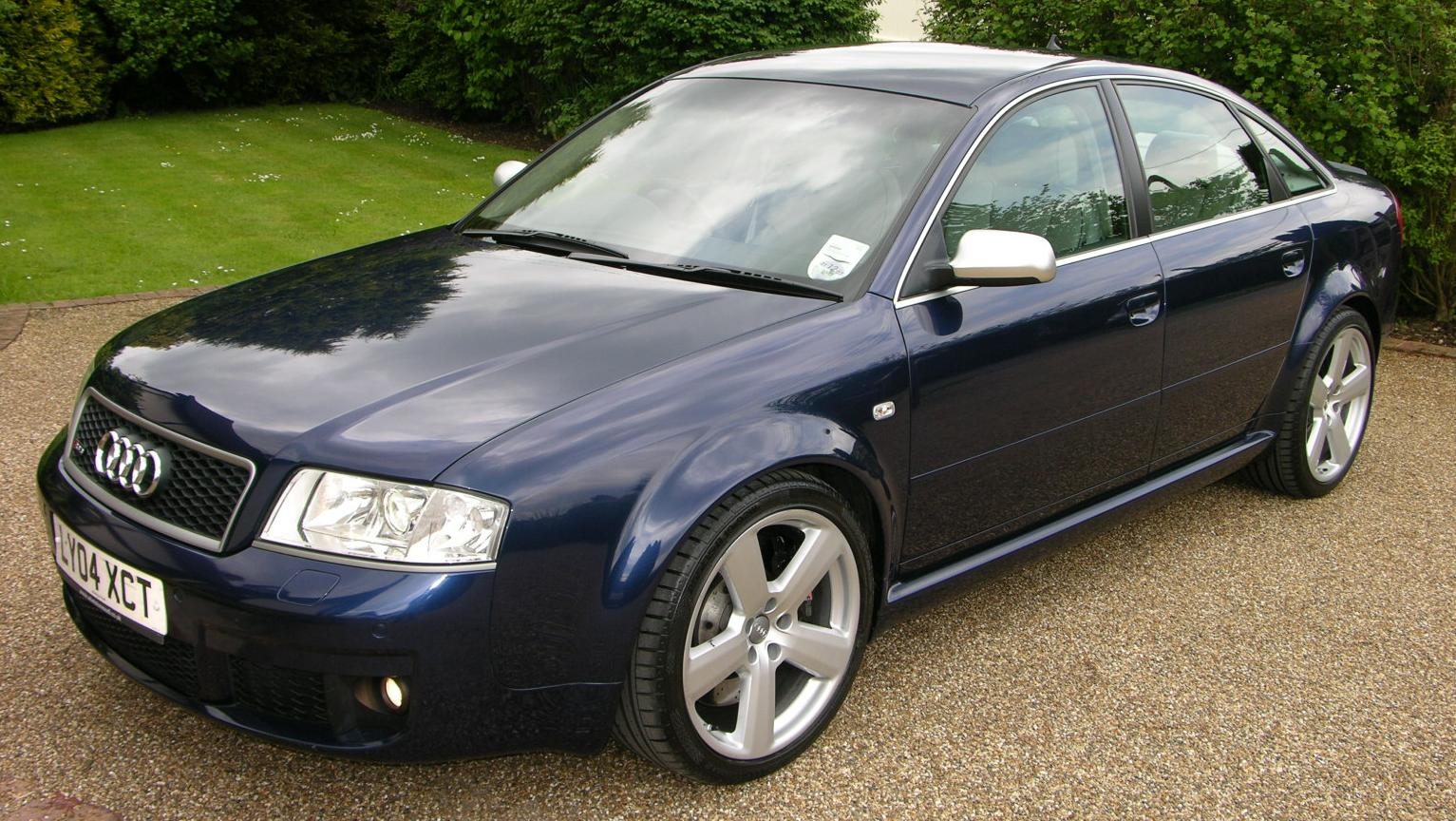
Седан
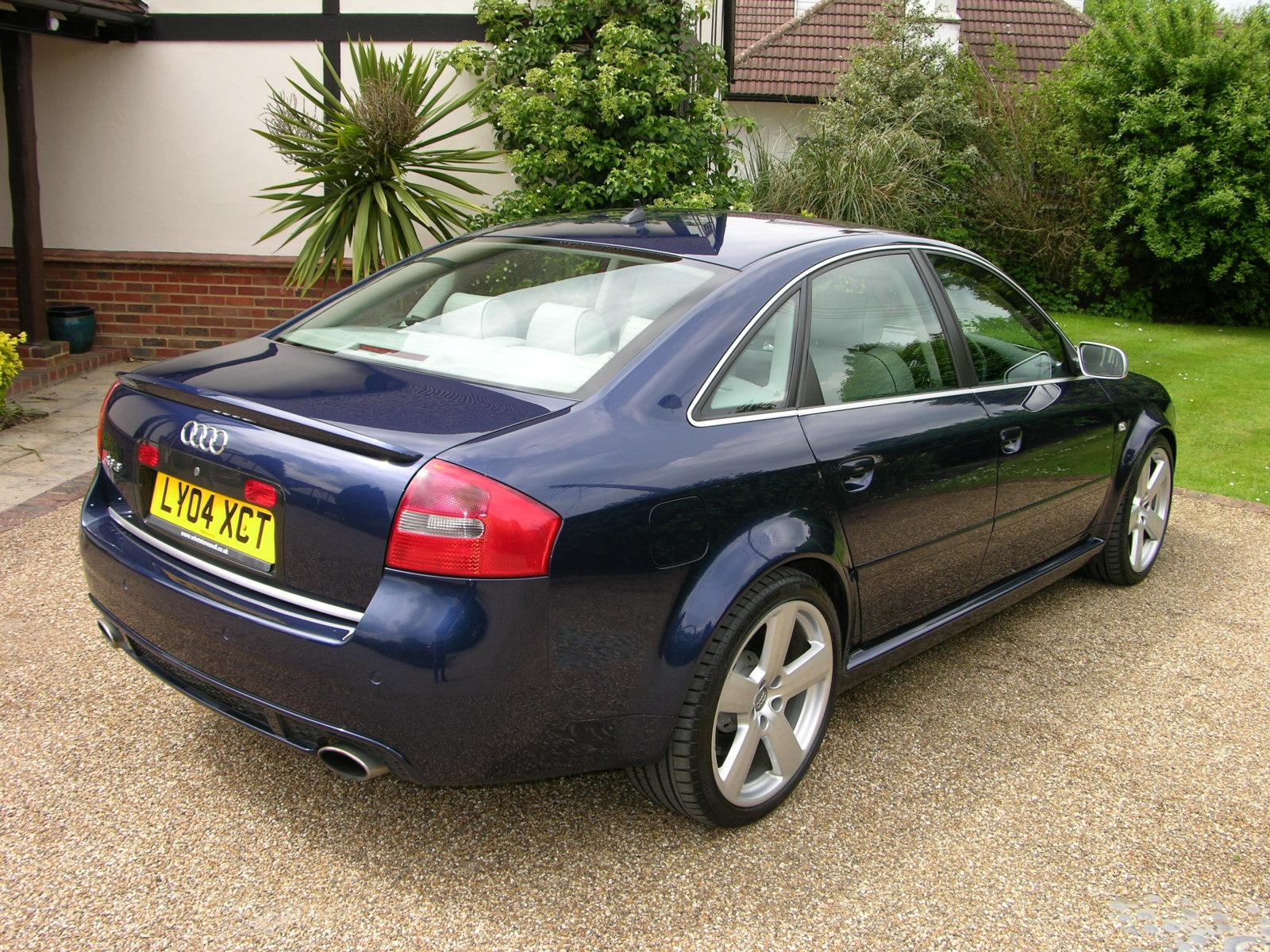
Седан
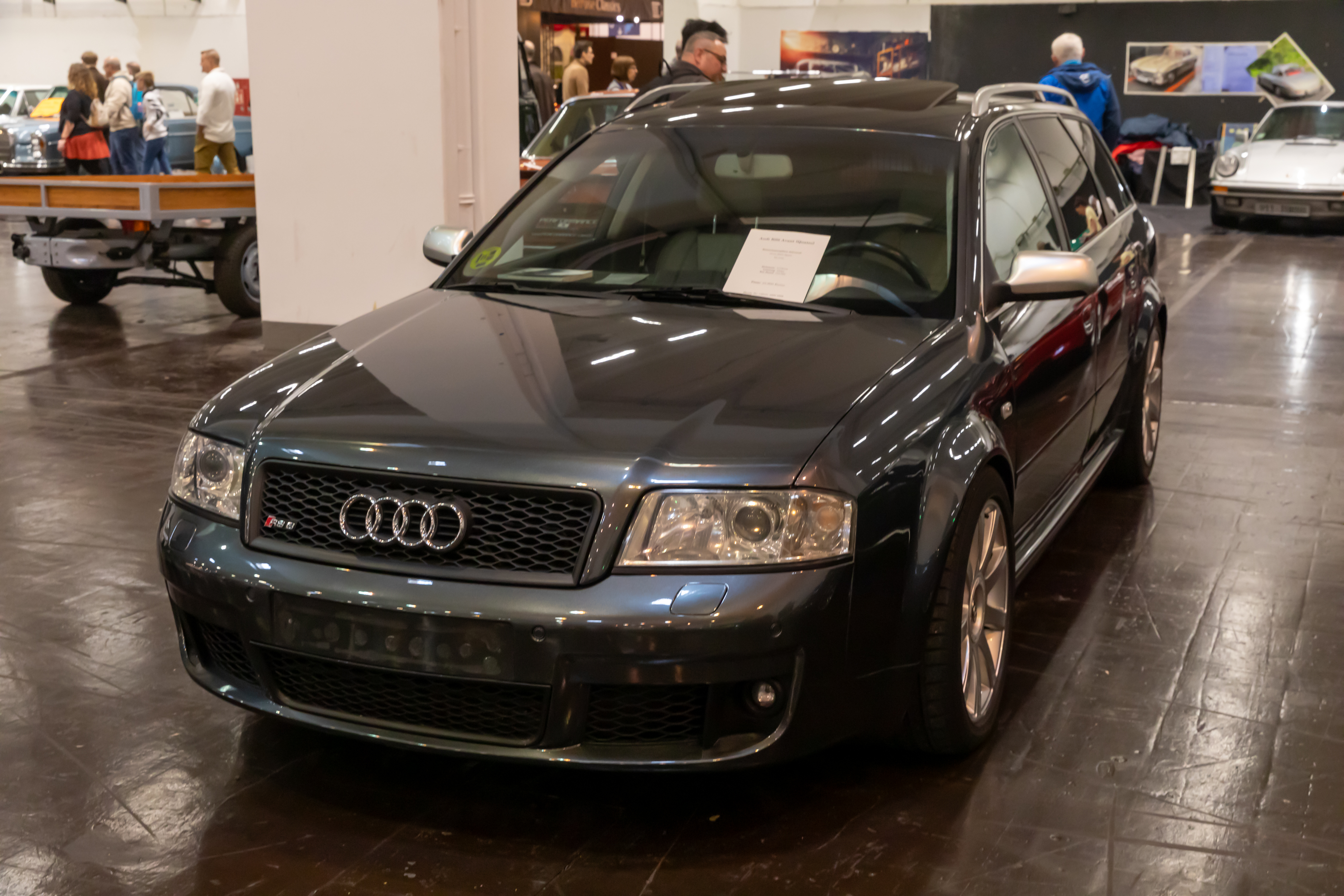
Avant
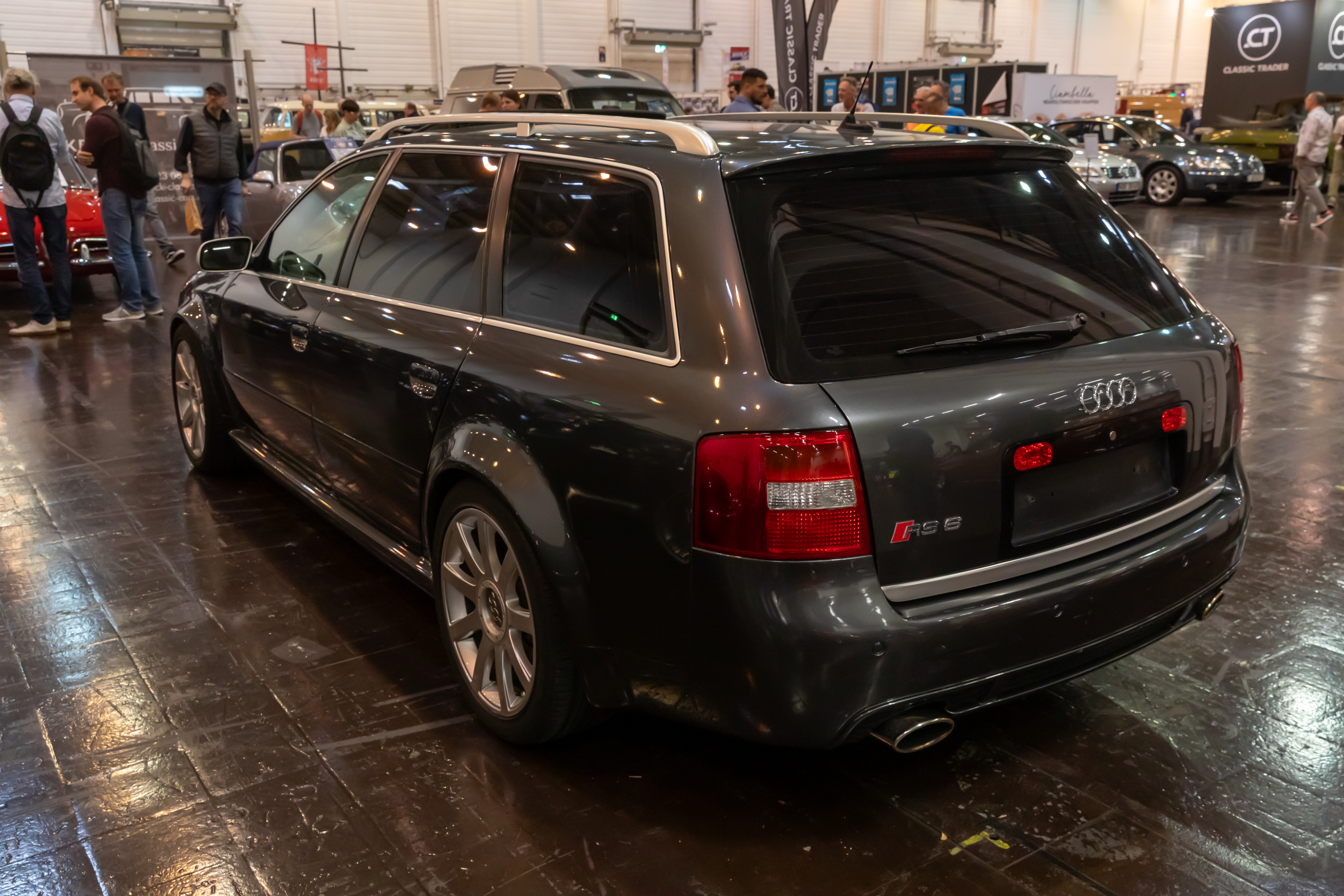
Avant

## Второе поколение
Audi RS 6 (C6) выпускался с 2008 по 2010 год. Двигатель V10 5,0 л, позаимствованный у Lamborghini Gallardo 580 л. с. Максимальная скорость 250 км/ч. (303 км/ч. plus) Разгон 0-100 км/ч равен 4,5 секундам. Вес 1985—2025 кг.

Audi RS 6 седан дважды установил рекорд скорости на льду на шинах Nokian со снятым ограничителем скорости, в марте 2011 года развив скорость 331,61 км/ч на Ботническом заливе. 9 марта 2013 года побил собственный рекорд, развив 335,7 км/ч.

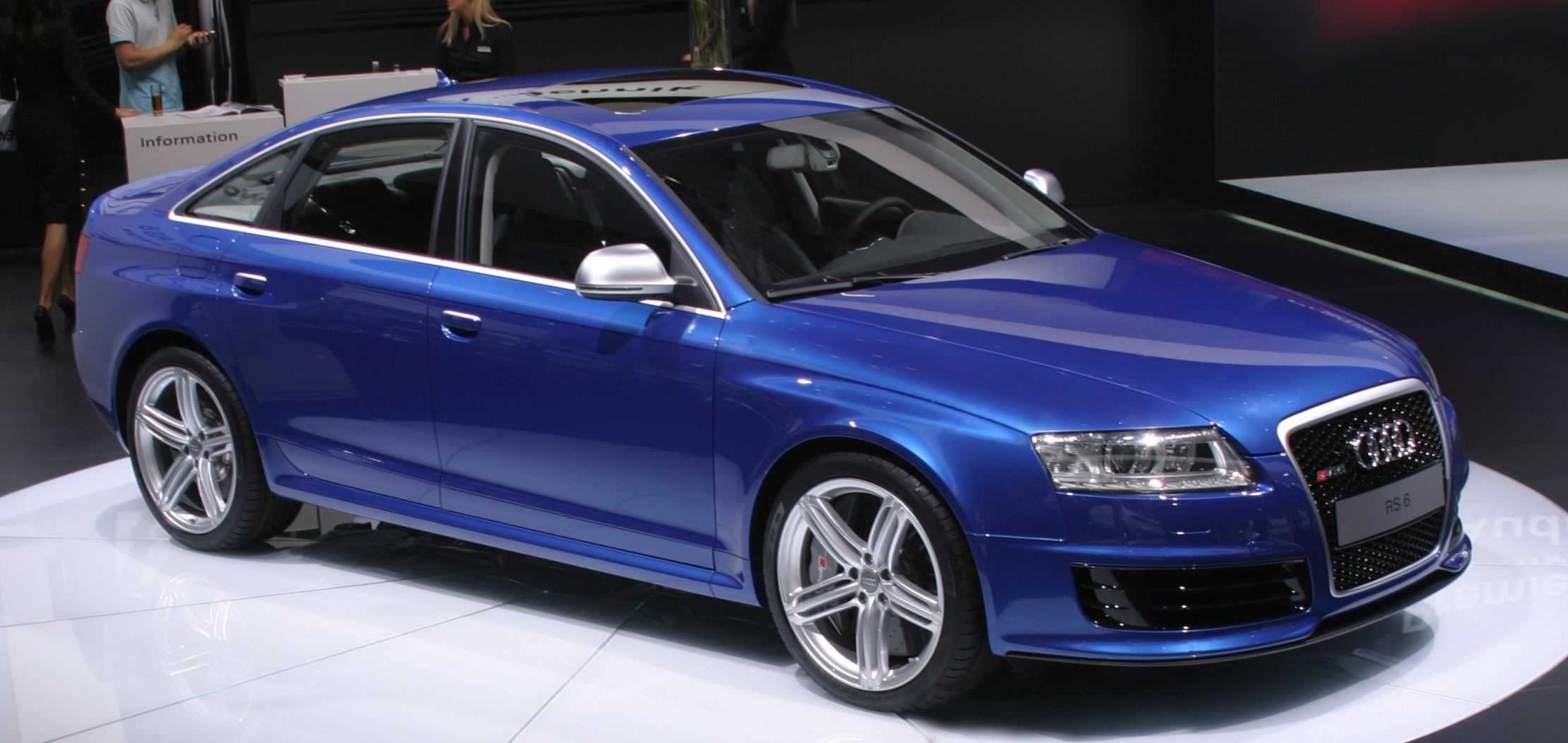
Седан
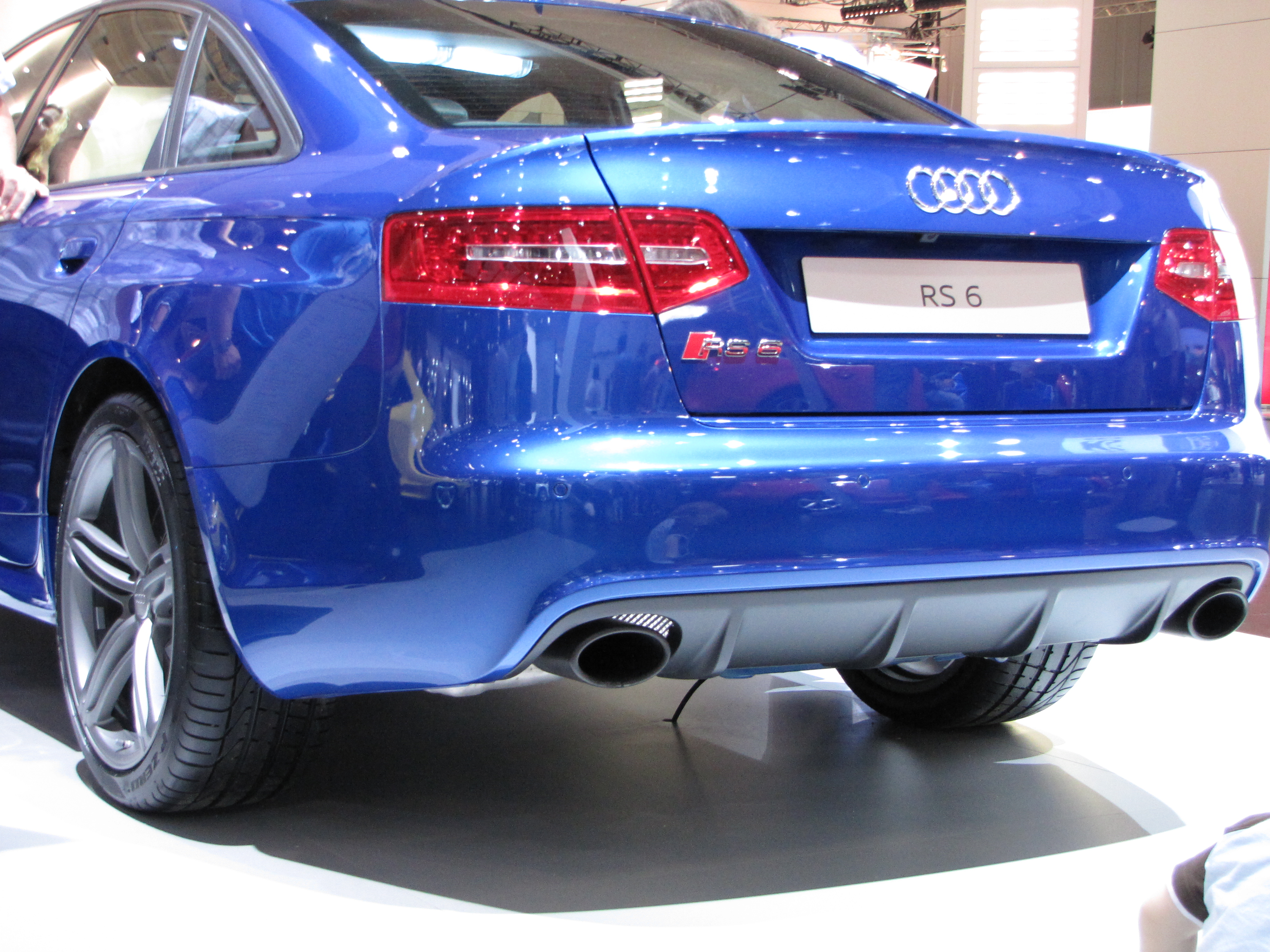
Седан
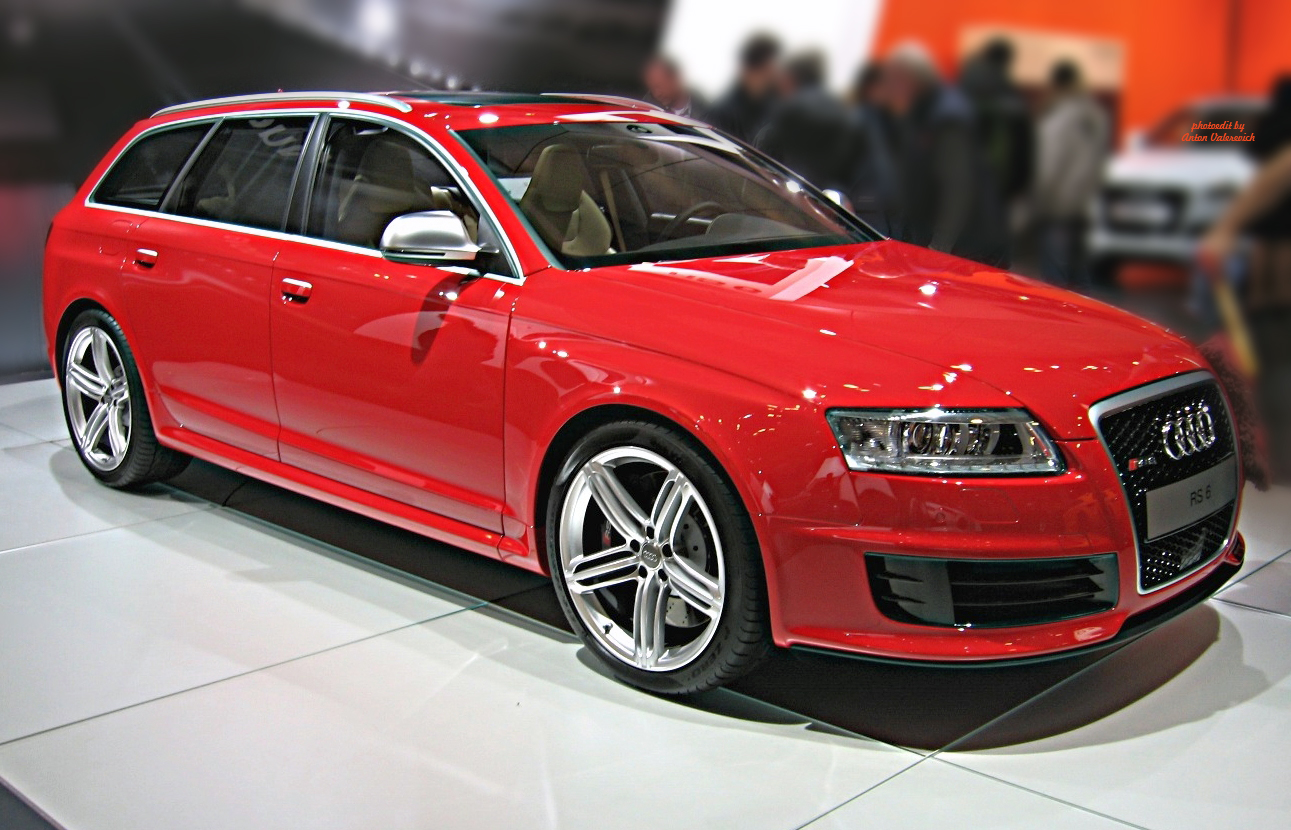
Avant
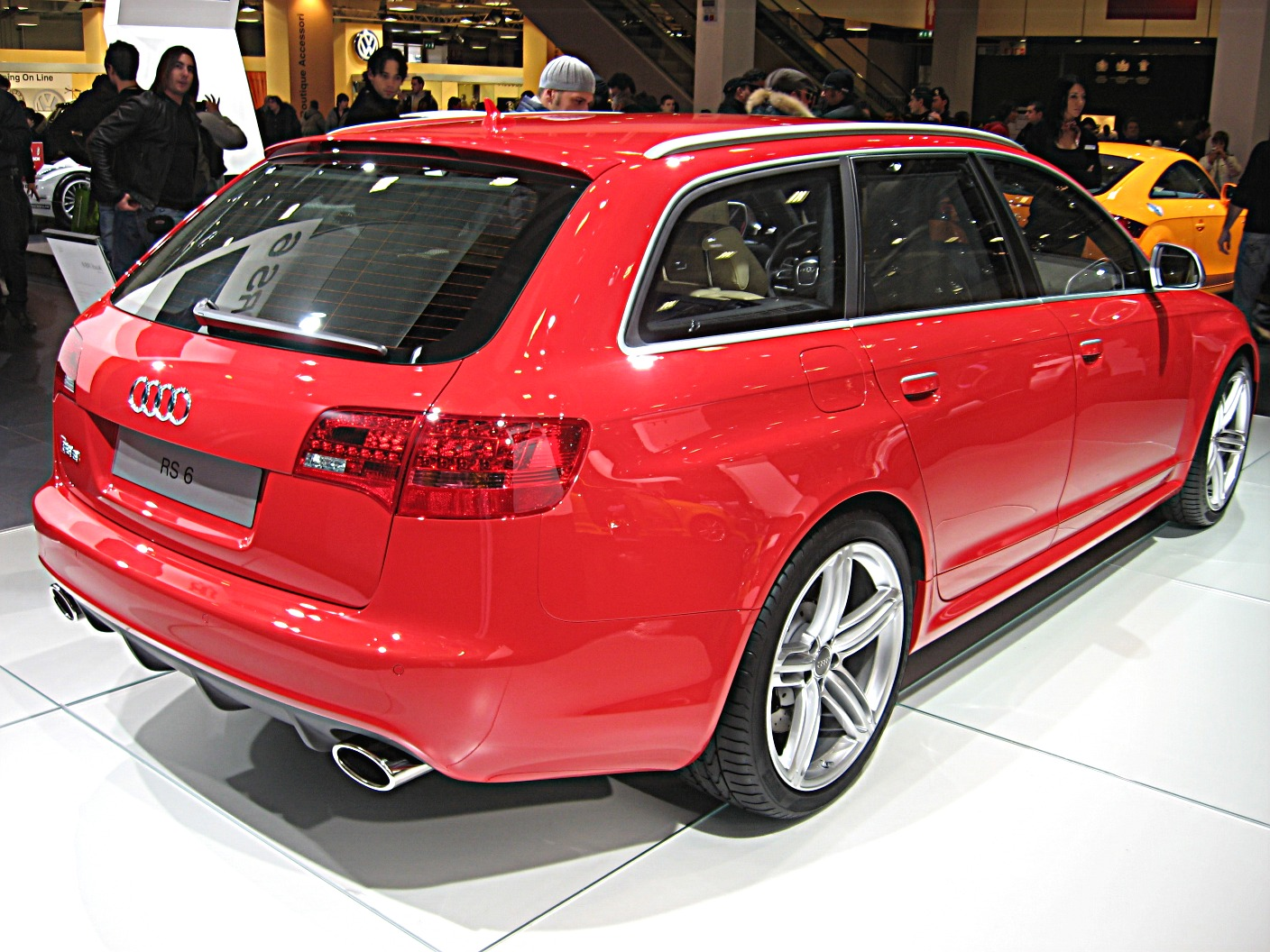
Avant

## Третье поколение
Audi RS 6 (C7) выпускается с 2013 года только в кузове универсал. В 2015 был произведён рестайлинг. Двигатель V8 4,0 л 560 л. с. Максимальная скорость 250 / 280 / 305 км/ч (опционально). Вес 2025  кг.

RS 6 Avant performance — версия с увеличенной мощностью до 605 л. с., разгон сокращён до 3,7 сек.

RS 6 Avant performance Nogaro Edition — специальная версия тиражом в 150 единиц, выпущенная в честь Audi RS 2 Avant, модифицированная Abt Sportsline и исполненная в цвете Nogaro Blue. Мощность увеличена до 705 л. с. Максимальная скорость 320 км/ч.

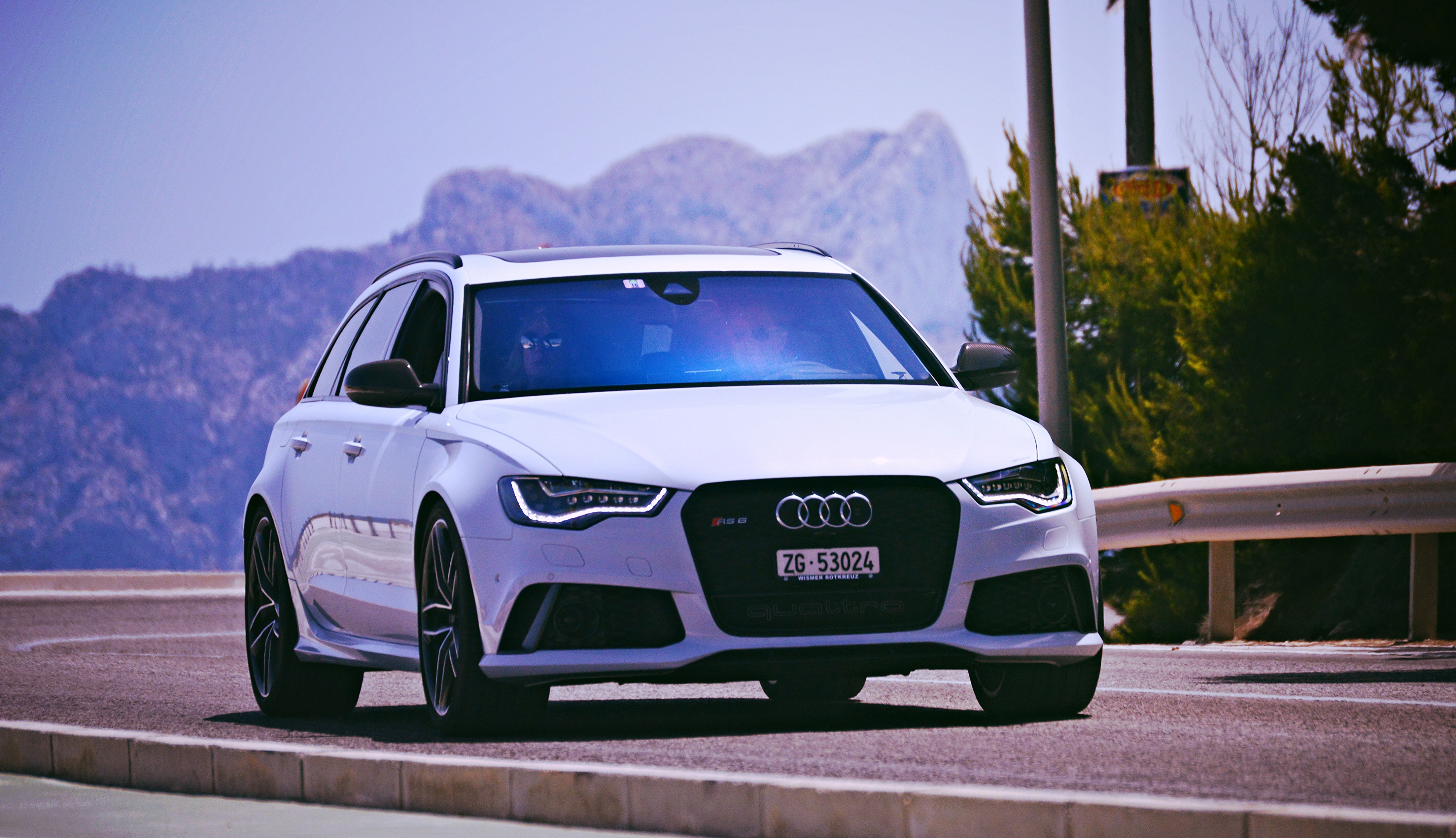
2013
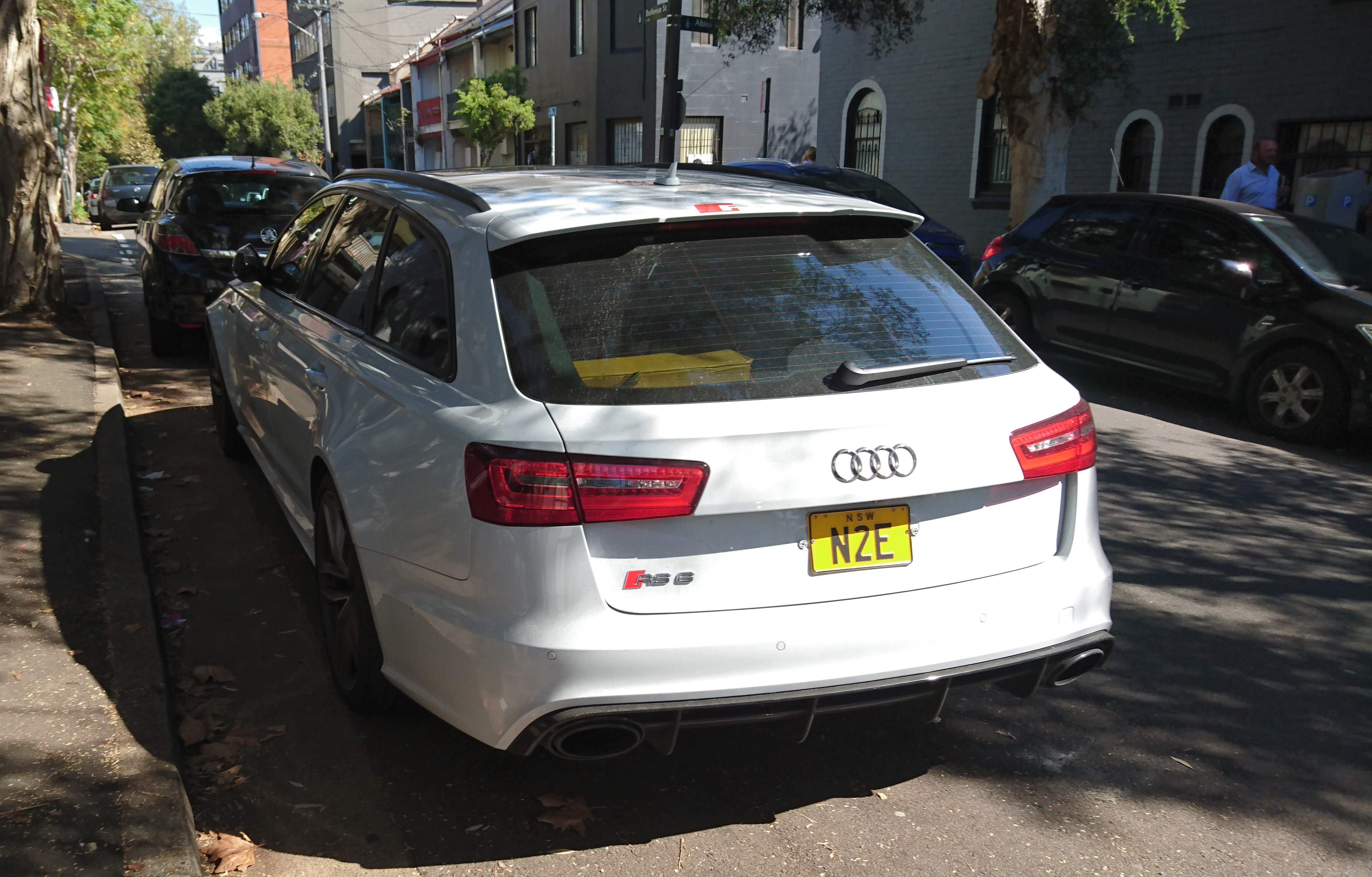
2013
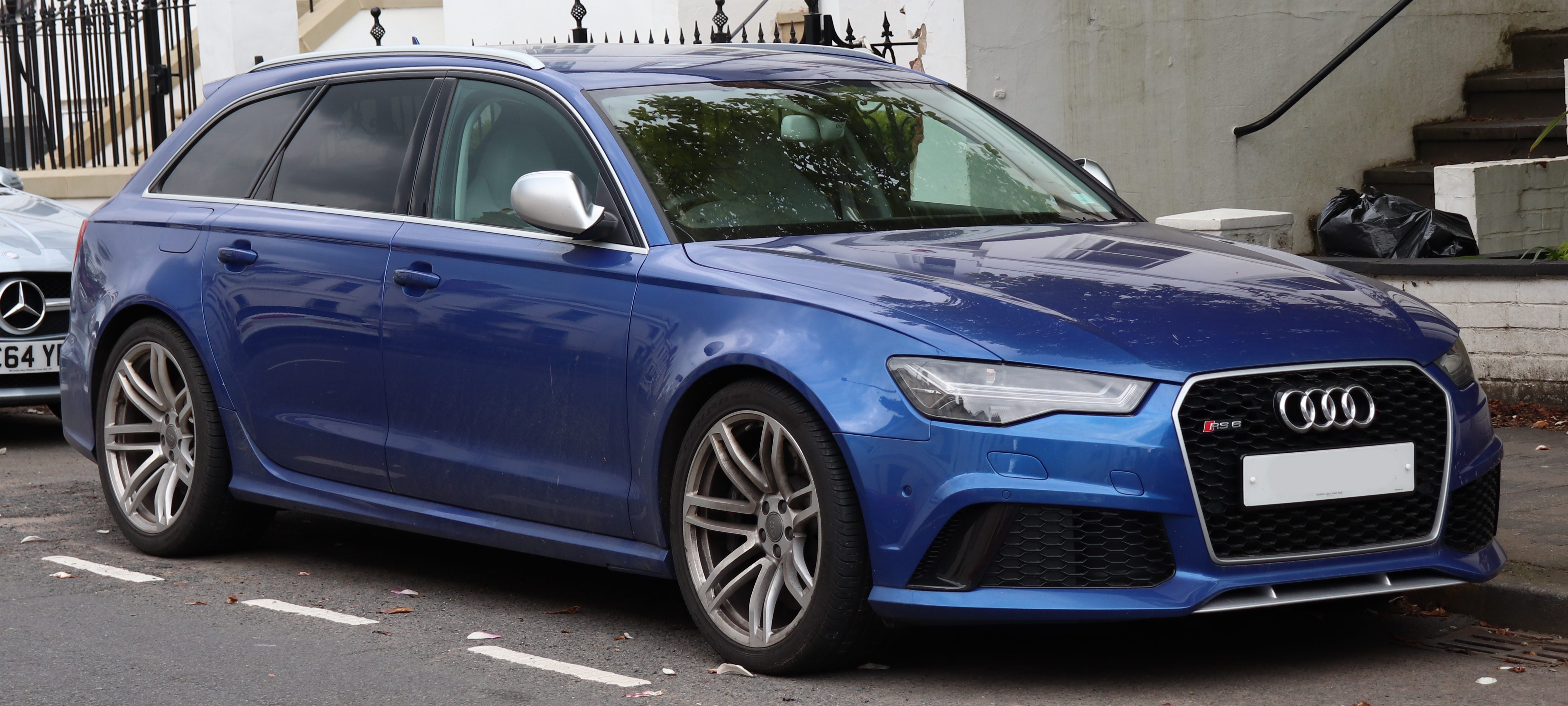
2015
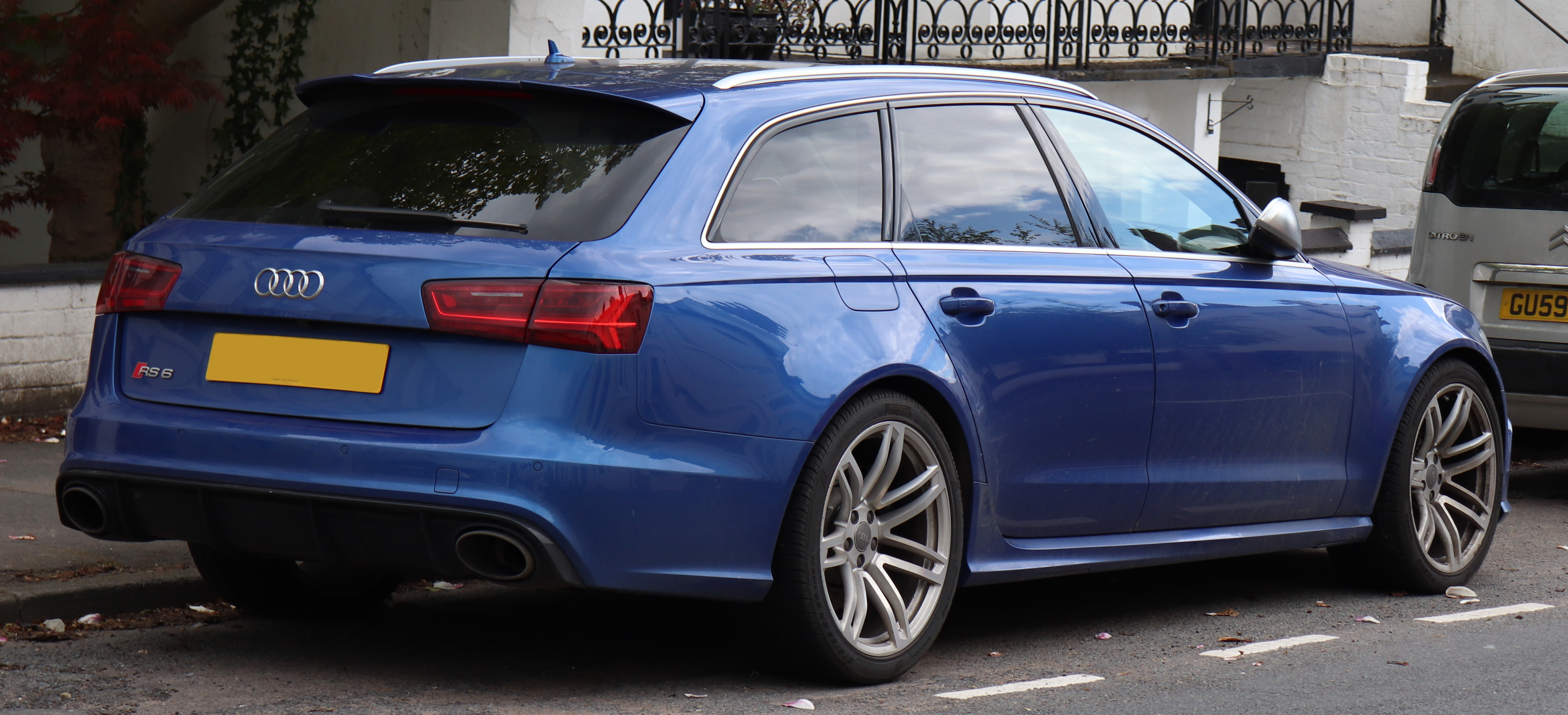
2015

## Четвёртое поколение
Audi RS 6 (C8) был показан в августе 2019 года, двигатель V8 4,0 мощностью 600л.с., крутящий момент - 800 Нм, с технологией «мягкого гибрида». Разгон 0-100 км/ч равен 3,6 секундам.
Максимальная скорость 250 / 280 / 305 км/ч (опционально).
RS 6 Avant performance - представлен осенью 2022 года, двигатель V8 4.0 мощностью 630л.с., крутящий момент - 850Нм. Разгон 0-100км/ч равен 3.4 секундам. Максимальная скорость - 280 км/ч (с пакетом RS Dynamic Plus - 305 км/ч).
RS 6 Avant GT - представлен 6 февраля 2024 года. Двигатель V8 4.0 мощностью 630л.с., крутящий момент - 850Нм. Разгон 0-100км/ч равен 3.3 секундам. Максимальная скорость - 305 км/ч. Тираж ограничен 660 экземплярами.

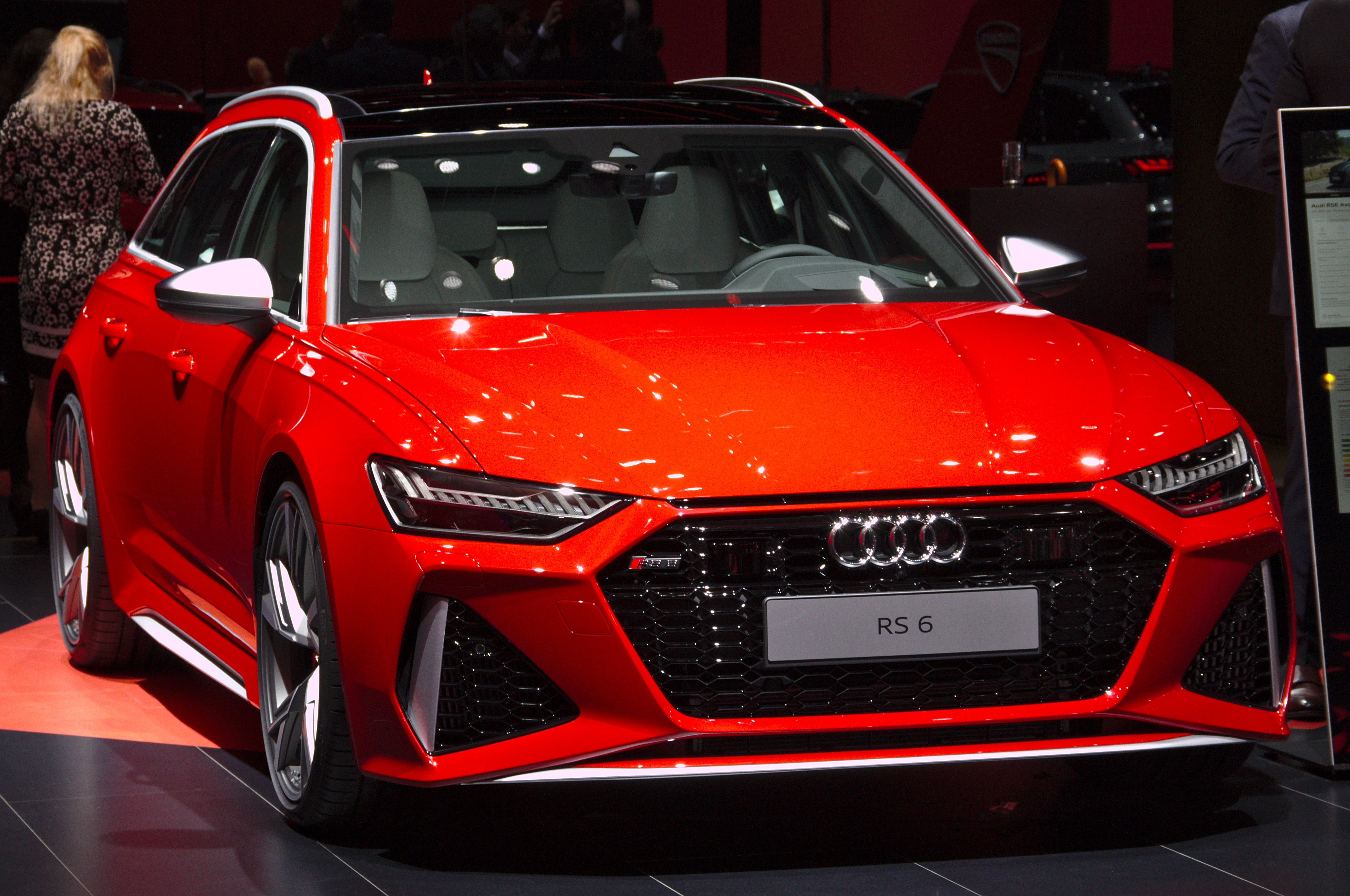
2019
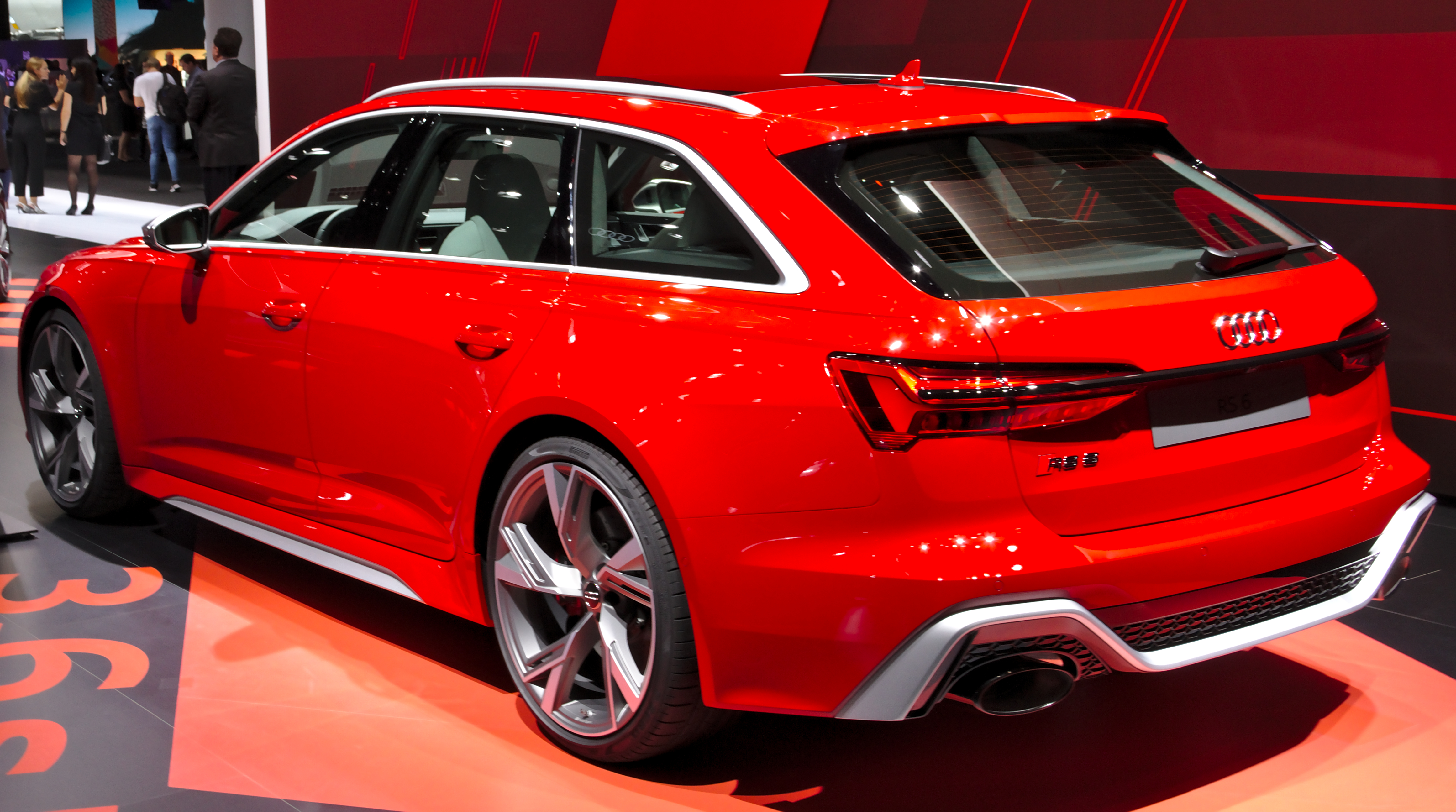
2019